# Gorgāneh
Gorgāneh (persiska: گرگانه) är en ort i Iran.   Den ligger i provinsen Kurdistan, i den nordvästra delen av landet, 400 km väster om huvudstaden Teheran. Gorgāneh ligger 1 892 meter över havet och antalet invånare är 185.
Terrängen runt Gorgāneh är kuperad åt sydväst, men åt nordost är den platt.Runt Gorgāneh är det ganska tätbefolkat, med 72 invånare per kvadratkilometer. Närmaste större samhälle är Dehgolān, 17,0 km norr om Gorgāneh. Trakten runt Gorgāneh består i huvudsak av gräsmarker.